# Záření

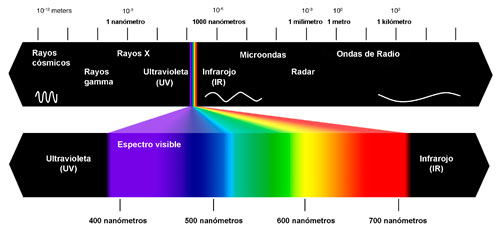
Viditelné spektrum je jen velmi malou částí celkového rozsahu elektromagnetického záření

Záření neboli radiace je emise energie ve formě vlnění nebo částic skrze prostor nebo hmotu.

## Rozdělení záření
Záření se může šířit vlnami a pak se nazývá vlnění. Příkladem může být zvuk, který se šíří akustickými vlnami. Nebo může mít charakter proudu částic a pak se nazývá korpuskulární (částicové) záření.
V moderní fyzice se však vyskytuje koncept duality částic a vlnění, který říká, že stejný jev lze popsat jak pomocí vln, tak i pomocí částic. Takto lze na elektromagnetické záření nahlížet buď jako na elektromagnetické vlny nebo jako na proud fotonů.

### Vlnění
Charakter záření je dán vlastnostmi daného vlnění, tzn. jeho vlnovou délkou, jeho amplitudou, polarizací apod. Ideální monochromatické záření obsahuje pouze jednu vlnovou délku.
Mezi vlnění patří např.:
- mechanické vlnění – kmitání, které se šíří látkovým prostředím
  - akustické vlnění – zvláštní případ
- elektromagnetické vlnění – jedná se o šíření elektromagnetické pole prostřednictví elektromagnetických vln, tento koncept vychází z Maxwellových rovnic
  - rádiové vlny

### Korpuskulární záření
Korpuskulární (neboli částicové) je představováno proudem částic. Jedná se tedy o uspořádaný pohyb velkého množství částic.
Mezi částicové záření patří např.:
- záření alfa – proud alfa částic, jader atomů helia
- záření beta – proud elektronů a pozitronů
- elektromagnetické záření – pokud jsou změny elektromagnetického pole popisovány pomocí fotonů (vychází z kvantové teorie).
  - záření gama
  - ultrafialové záření
  - tepelné záření
  - rentgenové záření
  - infračervené záření
- kosmické záření – proud velmi energetických částic přicházející ze vzdálených oblastí vesmíru
- reliktní záření – zbytkové záření pocházející z raného období po velkém třesku
- sluneční záření – záření přicházející ze Slunce

## Rozdělení záření dle charakteru působení na hmotu
- ionizující záření
- neionizující záření

## Zrychlení
Vyzařování souvisí se zrychlením. Brzdné záření vzniká při zpomalování náboje. Síla reakce záření však patrně neexistuje.